# Schola Sainte Cécile
La Schola Sainte Cécile est un chœur liturgique français parisien d'une trentaine de chanteurs, dirigé par Henri de Villiers depuis 2000 et voué à l'interprétation de la musique vocale sacrée traditionnelle, en particulier de la période baroque française, mais également du plain-chant.

## Liturgie
La Schola Sainte Cécile intervient ordinairement dans le cadre de la forme tridentine du rite romain : elle est liée à l'histoire de l'église traditionaliste Saint-Eugène-Sainte-Cécile à Paris, où elle chante chaque semaine,,. Son chef, Henri de Villiers, dirige également, à l'église catholique russe de la Trinité à Paris, une seconde chorale intervenant dans le cadre de la liturgie byzantine russe.
Elle se produit également lors de la messe pontificale d'octobre 2013 à la basilique Saint-Pierre.

## Répertoire
La Schola Sainte Cécile se consacre à l'interprétation de la musique sacrée allant du chant grégorien à la création contemporaine. Elle est particulièrement attachée aux chefs-d’œuvre oubliés des maîtres de chapelle français des XVIe, XVIIe et XVIIIe siècles, notamment des maîtres de la chapelle royale.

## Enregistrements
- Christus natus est, noëls traditionnels : Henry Dumont, Pierre-Marie Pincemaille, Dom Pothier – solistes et Chorale Sainte-Cécile ; Jean-Philippe Sisung (1984, SERP MC7076) (OCLC 762665114)
- Vêpres du Saint Nom de Marie : plain-chant grégorien & pièces d'orgue de Marcel Dupré – Vincent Genvrin, Thomas Ospital, orgues de la collégiale Saint-Pierre de Douai ; Schola Sainte Cécile, dir. Henri Adam de Villiers (2014, Hortus HOR116)[8],[9] (OCLC 1194556176)